# Patrizio Andreoli
Patrizio Andreoli (Omegna, 16 aprile 1987) è un allenatore di atletica leggera paralimpica e di canoa italiano.

## Canoa e Kayak
Allenatore dal 2007 presso la Canottieri Lago d'Orta, nel 2016 ottiene la specializzazione come istruttore di Paracanoa.
Nella stagione 2012-2013 è stato Tecnico della Nazionale italiana di canoa e kayak FICK. Insieme a Beniamino Bonomi, dal 2017 segue la preparazione olimpica di Carlo Tacchini, vincitore di una medaglia d'argento ai Giochi Olimpici di Parigi 2024.

## Atletica Leggera Paralimpica
Nel 2017 acquisisce il brevetto di allenatore di atletica paralimpica al primo corso indetto per questo ruolo dalla FISPES. Allena gli atleti del G.S.H. Sempione 82 ed è il responsabile tecnico della società.
Nel 2022 è entrato a far parte dello Staff tecnico della Nazionale italiana di Atletica leggera paralimpica FISPES in qualità di tecnico specializzato per la corsa in carrozzina; dal 2023 è anche referente della nazionale giovanile FISPES Academy, insieme alla collega Grazia Sala. Nel 2025 viene confermato nello Staff per il nuovo quadriennio come collaboratore del Direttore Tecnico Nazionale Orazio Scarpa, mantenendo il ruolo di tecnico nel settore giovanile.
Partecipa come tecnico ai Campionati del mondo di atletica leggera paralimpica 2023 di Parigi , ai Campionati del mondo di atletica leggera paralimpica 2024 di Kobe e ai Giochi Paralimpici di Parigi 2024.